# Пембертон, Софи
София Тереза «Софи» Пембертон (англ. Sophia Theresa "Sophie" Pemberton; 13 февраля 1869, Виктория, Британская Колумбия — 31 октября 1959, Виктория, Британская Колумбия, Канада) — канадская художница конца XIX — начала XX века.

## Биография
Софи Пембертон родилась в Виктории, столице британской колонии Британская Колумбия (ныне провинция Канады). Её отцом был канадский предприниматель Джозеф Деспард Пембертон. Он отправил её в юном возрасте изучать живопись в Париж в Академию Жюлиана. Около 1899 года Пембертон уехала в Лондон, где она делила студию с шведской художницей Анной Нордгрен.
Окончив образование в Академии, Пембертон получила известность в качестве пейзажиста и портретиста. Пембертон стала первым художником из провинции Британская Колумбия, которая сумела получить международное признание: её работы выставлялись в Королевской Академии Лондона и Парижском Салоне. Её работа «Little Boy Blue» была удостоена в 1899 году международной премии.
В 1905 году она вышла замуж за Артура Бинлендса, англиканского священника. Но он умер через двенадцать лет, в 1917, и она вторично вышла замуж за Хораса Дин-Драммонда. Вернувшись в Викторию Софи Пембертон начала преподавать живопись среди местных женщин-художников. В 1909 году она оформила мемориал для местной больницы Victoria’s Royal Jubilee Hospital.
Софи Пембертон скончалась в 1959 году в возрасте 90 лет и была похоронена в Виктории на местном кладбище Ross Bay Cemetery.

## Признание
В 1899 году Софи Пембертон стала первой женщиной, получившая Приз Жюлиана, золотую медаль, присуждаемую ежегодно за лучшую работу, выполненную в Академии Жюлиана в Париже. В том же году она была удостоена почётной медали Парижского салона за картину «Little Boy Blue». В 1900 году Пембертон была награждена премией Фонда Джулиана Смита в Чикаго.
В 1906 году Пембертона была избрана ассоциированным членом Королевской канадской академии искусств, также она была членом Общество изящных искусств Британской Колумбии.
Работы Пембертона находятся в Художественной галерее Большой Виктории, Художественной галерее Ванкувера, Королевском музее Британской Колумбии, Художественной галерее Гамильтона.